# Астор, Ава Элис Мюриэль
Ава Элис Мюриэль Астор (англ. Ava Alice Muriel Astor; 7 июля 1902 — 19 июля 1956) — американская светская львица, наследница и член семьи Астор.

## Биография
Ава Элис Мюриэль Астор родилась 7 июля 1902 года в Манхэттене (Нью-Йорк). Она была вторым ребёнком и единственной дочерью в семье миллионера Джона Джекоба Астора IV погибшего в 1912 году при затоплении Титаника и его первой жены Авы Лоули Уиллинг, красивой, образованной и избалованной наследницы из Филадельфии.
В сентябре 1911 года после развода родителей Ава вместе с матерью переехала в Англию, где жила в её таунхаусе на Гросвенор-сквер в Мейфэре, Лондон (с октября по апрель) и в загородном поместье, Саттон-Плейс, в Гилфорде, Суррей (с мая по сентябрь). Образование она получила в средней школе Ноттинг-Хилла и Илинга.

## Личная жизнь
24 июля 1924 года Ава вышла замуж за князя Сергея Платоновича Оболенского, сына генерала Платона Сергеевича Оболенского, в часовне Савойи в Лондоне. Брак считался событием сезона в Англии того года.
Её брат Винсент подарил ей каменную резиденцию возрождения Палладио в своём имении недалеко от Райнбека, Нью-Йорк. Дом находился к северу от собственного «Казино Фернклифф» («Астор Кортс»), а также выходил на реку Гудзон. Ава назвала дом «Мариенрух» и сохранила название дома на протяжении всей своей жизни. До развода с Сержем в 1932 году у супругов было двое детей:
- Князь Иван Сергеевич Оболенский (15 мая 1925 — 29 января 2019)
- Княгиня Сильвия Сергеевна Оболенская (18 мая 1931 — 27 июня 1997)

21 января 1933 года она вышла замуж за писателя и представителя американской кино-журнальной фирмы в Лондоне австрийского происхождения Раймунда фон Хофмансталя (1906—1974). Ходили слухи что он был отцом Сильвии. Пара поженилась в городском суде Ньюарка, штат Нью-Джерси. У пары родилась дочь:
- Романа фон Хофмансталь (29 января 1935 — 23 ноября 2014)

С 1936 — по 1937 год у Авы был роман с английским хореографом сэром Фредериком Эштоном (1904—1988). После того, как их роман закончился, её любовь к нему продолжалась, хотя у неё было два последующих брака. Ава и Раймунд в конце концов развелись в 1939 году, и Раймунд позже женился на Леди Элизабет Пэджет (дочери Чарльза Пэджета, 6-го маркиза Англси).
27 марта 1940 года она вышла замуж за журналиста Филиппа Джона Райвса Хардинга (1906—1972). До развода в 1945 году у них была дочь:
- Эмили София Хардинг (28 декабря 1941 — 8 сентября 2019).

12 мая 1946 года Авы в четвёртый и последний раз вышла замуж за архитектора Дэвида Плейделл-Бувери (1911—1994), внука Уильяма Плейделл-Бувери, 5-го графа Рэднора. Пара поженилась в Ридинге, штат Вермонт. В 1952 году Ава и Дэвид развелись.

## Смерть
Ава Элис Мюриэль Астор умерла от инсульта 19 июля 1956 года в возрасте 54 лет в своей квартире 219 на Ист-Стрит 61 в Манхэттене, штат Нью-Йорк. Она умерла на два года раньше своей матери. На протяжении всей своей жизни Ава была покровительницей искусств, в том числе балетных трупп Лондона и Нью-Йорка.
Завещание которое Ава оставила перед своей смертью было принято в суррогатном суде Манхэттена 5 ноября 1956 года.
Её активы на общую сумму 5 305 000 долларов США (что эквивалентно примерно 57 101 799 долларов США в долларах 2022 года) были разделены между её четырьмя детьми. После смерти её матери в 1958 году её дети получили дополнительно 2 500 000 долларов (что эквивалентно примерно 25 357 555 долларам в долларах 2022 года).